# Kurtguentheria
Kurtguentheria is een geslacht van rechtvleugeligen uit de familie krekels (Gryllidae). De wetenschappelijke naam van dit geslacht is voor het eerst geldig gepubliceerd in 1996 door Gorochov.

## Soorten
Het geslacht Kurtguentheria omvat de volgende soorten:
- Kurtguentheria brachyxipha Gorochov & Mostovski, 2008
- Kurtguentheria laciniosa Gorochov, 1996
- Kurtguentheria macroxipha Gorochov & Mostovski, 2008